# Landover (Maryland)
Landover es un lugar designado por el censo ubicado en el condado de Prince George en el estado estadounidense de Maryland. En el Censo de 2010 tenía una población de 23.078 habitantes y una densidad poblacional de 2.187,69 personas por km².

## Geografía
Landover se encuentra ubicado en las coordenadas 38°55′28″N 76°53′15″O / 38.92444, -76.88750. Según la Oficina del Censo de los Estados Unidos, Landover tiene una superficie total de 10.55 km², de la cual 10.54 km² corresponden a tierra firme y (0.12%) 0.01 km² es agua.

## Demografía
Según el censo de 2010, había 23.078 personas residiendo en Landover. La densidad de población era de 2.187,69 hab./km². De los 23.078 habitantes, Landover estaba compuesto por el 5.91% blancos, el 81.87% eran afroamericanos, el 0.41% eran amerindios, el 0.67% eran asiáticos, el 0.05% eran isleños del Pacífico, el 8.65% eran de otras razas y el 2.44% pertenecían a dos o más razas. Del total de la población el 14.55% eran hispanos o latinos de cualquier raza.